# 蒙塔尔维尔
蒙塔尔维尔（法語：Montharville，法語發音：[mɔ̃taʁvil]）是法国厄尔-卢瓦省的一个市镇，属于沙托丹区。

## 地理
蒙塔尔维尔（48°11'2"N, 1°19'52"E）面积6.34 平方千米，位于法国中央-卢瓦尔河谷大区厄尔-卢瓦省，该省份为法国北部内陆省份，北起顺时针与厄尔省、伊夫林省、埃松省、卢瓦雷省、卢瓦-谢尔省、萨尔特省和奧恩省接壤。
与蒙塔尔维尔接壤的市镇（或旧市镇、城区）包括：博讷瓦勒、特里宰莱博讷瓦勒、弗拉塞、当若。

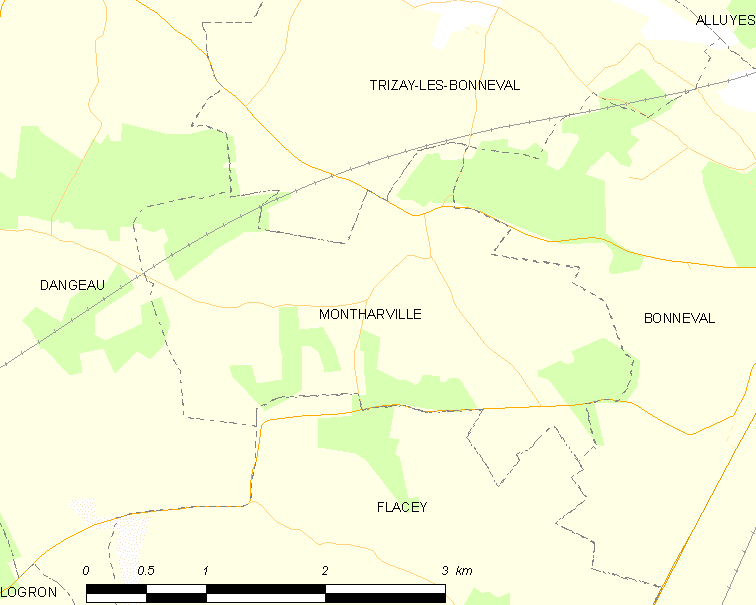
蒙塔尔维尔的OSM定位图

蒙塔尔维尔的时区为UTC+01:00、UTC+02:00（夏令时）。

## 行政
蒙塔尔维尔的邮政编码为28800，INSEE市镇编码为28260。

## 政治
蒙塔尔维尔所属的省级选区为沙托丹县。

## 人口

1962-2008年间蒙塔尔维尔人口变化图示

蒙塔尔维尔于2022年1月1日时的人口数量为103人。